# Hřbitovní kaple (Bad Schandau)
Hřbitovní kaple v saském lázeňském městě Bad Schandau (německy Friedhofskapelle Bad Schandau) je novorománská funerální stavba postavená v roce 1887.

## Historie
Původní badschandauský hřbitov středověkého založení se rozkládal u kostela svatého Jana, kvůli opakovaným povodním byl však v roce 1599 přemístěn k Rathmannsdorfu do místa zvaného Hofleite. Roku 1627 je zde zmiňována hřbitovní kaple, v letech 1701–1703 přestavěná Balthasarem Hillem na hřbitovní kostel. Tento hřbitov zvaný „u svatého Jana“ sloužil až do roku 1895, kdy byl zrušen, v roce 1899 byl pak stržen i zchátralý hřbitovní kostel.
Nový městský hřbitov byl založen v roce 1867 ve svahu při cestě Zaukenweg, která vede z Bad Schandau do vesnice Zauke, části obce Rathmannsdorf. Hřbitov doplnila v roce 1887 hřbitovní kaple sloužící od té doby nepřetržitě pro poslední rozloučení se zemřelými. V dalších letech nebyla nijak zásadně upravována a dochovala se tak v původní podobě. Je chráněná jako kulturní památka pod číslem 09222171.

## Popis
Funerální stavba postavená v novorománském slohu stojí na obdélníkovém půdorysu. Patrová kaple je řešená jako Torhaus (dům s bránou), kdy průjezdem v přízemí prochází silnice do vsi Zauke a zároveň je kaple vstupní bránou na hřbitov. Fasáda je pískovcová a nese novorománské prvky. Dřevěná okna zakončuje jednoduchý oblouk.

## Galerie

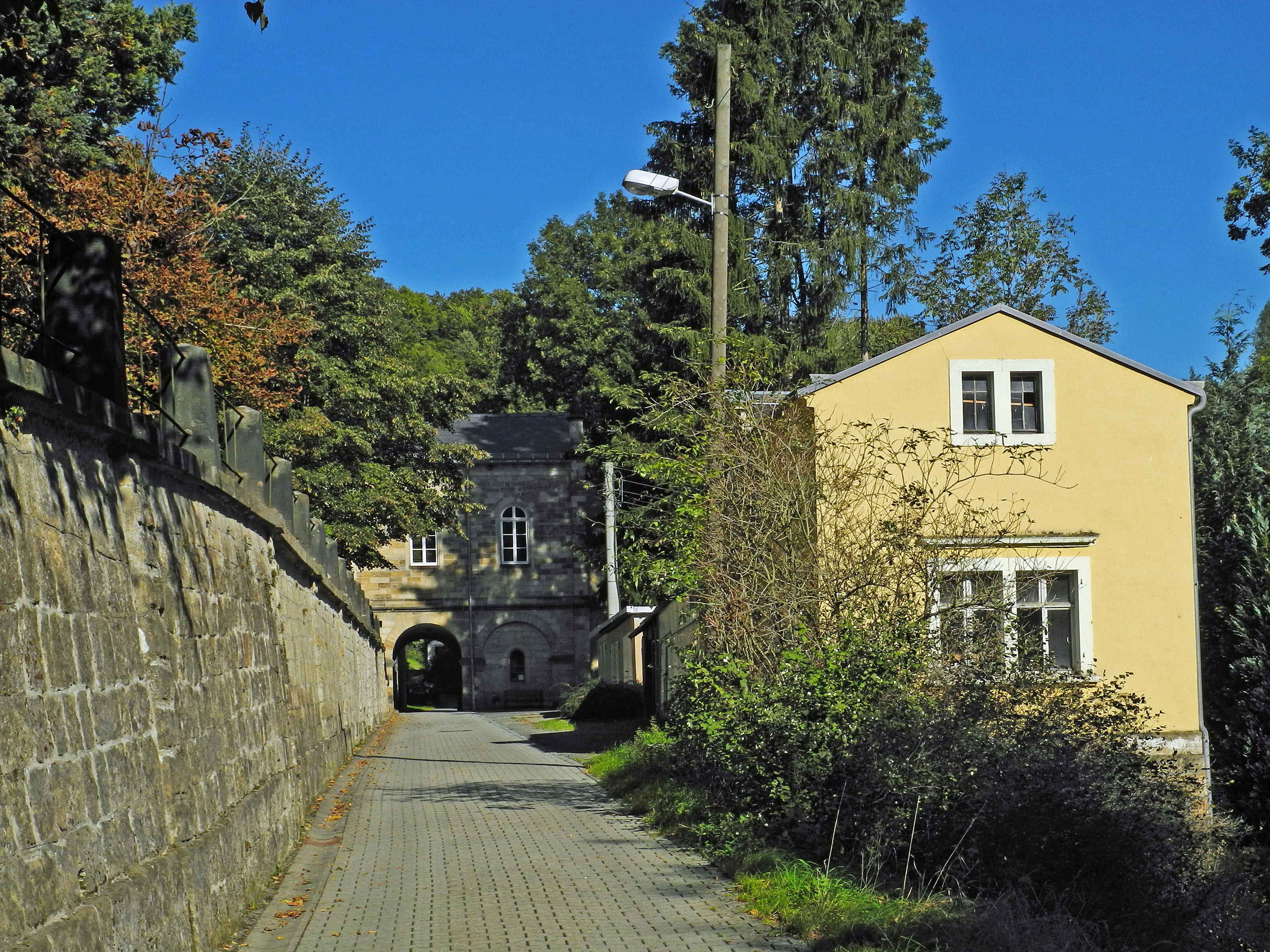
Pohled od silnice
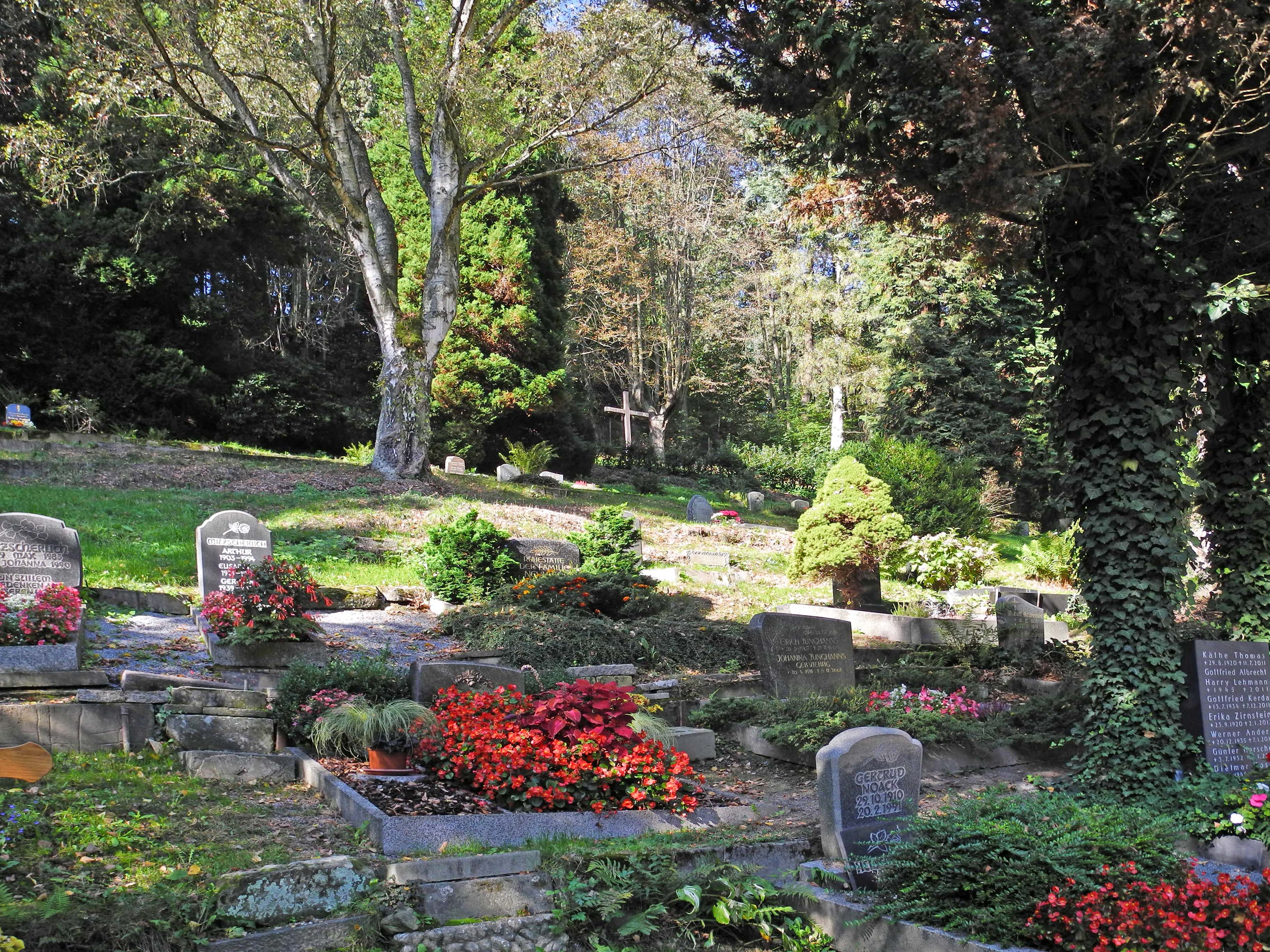
Hřbitov